# Philotes cytis
Philotes cytis är en fjärilsart som beskrevs av Lang. Philotes cytis ingår i släktet Philotes och familjen juvelvingar. Inga underarter finns listade i Catalogue of Life.